# Dél-Korea az 1984. évi nyári olimpiai játékokon
Dél-Korea az egyesült államokbeli Los Angelesben megrendezett 1984. évi nyári olimpiai játékok egyik részt vevő nemzete volt. Az országot az olimpián 19 sportágban 175 sportoló képviselte, akik összesen 19 érmet szereztek.

## Érmesek
| Érem  | Versenyző | Sportág    | Versenyszám        |
| ----- | --- | ---------- | ------------------ |
| Arany | Kim Vongi (Kim Won-gi) | Birkózás   | Kötöttfogás, 62 kg |
| Arany | Ju Inthak (Yu In-Tak) | Birkózás   | Szabadfogás, 68 kg |
| Arany | An Bjonggun (An Byeong-Geun) | Cselgáncs  | Férfi könnyűsúly   |
| Arany | Ha Hjongdzsu (Ha Hyeong-Ju) | Cselgáncs  | Férfi félnehézsúly |
| Arany | Szo Hjangszun (Seo Hyang-Sun) | Íjászat    | Női egyéni         |
| Arany | Sin Dzsunszop (Sin Jun-Seop) | Ökölvívás  | Középsúly          |
| Ezüst | Kim Dzsonggju (Kim Jong-Gyu) | Birkózás   | Szabadfogás, 52 kg |
| Ezüst | Kim Dzsejop (Kim Jae-Yeop) | Cselgáncs  | Férfi légsúly      |
| Ezüst | Hvang Dzsongo (Hwang Jeong-O) | Cselgáncs  | Férfi harmatsúly   |
| Ezüst | Nemzeti válogatott Kim Gjongszun (Kim Gyeong-Sun) I Szuni (Lee Sun-I) Csong Höszun (Jeong Hoe-Sun) Kim Miszuk (Kim Mi-Suk) Han Hvaszu (Han Hwa-Su) Kim Okhva (Kim Ok-Hwa) Kim Cshullje (Kim Chun-Rye) Csong Szunbok (Jeong Sun-Bok) Jun Bjongszun (Yun Byeong-Sun) I Jongdzsa (Lee Yeong-Ja) Szong Gjonghva (Seong Gyeong-Hwa) Jun Szugjong (Yun Su-Gyeong) Szon Mina (Son Mi-Na) | Kézilabda  | Női                |
| Ezüst | Nemzeti válogatott Cshö Ejong (Choi Ae-Yeong) Kim Unszuk (Kim Eun-Suk) I Hjongszuk (Lee Hyeong-Suk) Cshö Gjonghi (Choi Gyeong-Hui) I Midzsa (Lee Mi-Ja) Mun Gjongdzsa (Moon Gyeong-Ja) Kim Hvaszun (Kim Hwa-Sun) Csong Mjonghi (Jeong Myeong-Hui) Kim Jonghi (Kim Yeong-Hui) Szong Dzsonga (Seong Jeong-A) Pak Cshanszuk (Park Chan-Suk)                                          | Kosárlabda | Női                |
| Ezüst | An Jongszu (An Yeong-Su) | Ökölvívás  | Váltósúly          |
| Bronz | Cso Jongcshol (Jo Yong-Cheol) | Cselgáncs  | Férfi nehézsúly    |
| Bronz | Pang Dedu (Bang Dae-Du) | Birkózás   | Kötöttfogás, 52 kg |
| Bronz | Szon Gapto (Son Gap-Do) | Birkózás   | Szabadfogás, 48 kg |
| Bronz | Kim Igon (Kim Ui-Gon) | Birkózás   | Szabadfogás, 57 kg |
| Bronz | I Dzsonggun (Lee Jeong-Geun) | Birkózás   | Szabadfogás, 62 kg |
| Bronz | Kim Dzsinho (Kim Jin-Ho) | Íjászat    | Női egyéni         |
| Bronz | Cson Cshilszong (Jeon Chil-Seong) | Ökölvívás  | Könnyűsúly         |

## Atlétika
Férfi
| Versenyző                     | Versenyszám    | Előfutam | Előfutam | Előfutam | Negyeddöntő | Negyeddöntő | Negyeddöntő | Elődöntő | Elődöntő | Elődöntő | Döntő   | Döntő    |
| Versenyző                     | Versenyszám    | Idő      | Hely.    | Össz.    | Idő         | Hely.       | Össz.       | Idő      | Hely.    | Össz.    | Idő     | Helyezés |
| ----------------------------- | -------------- | -------- | -------- | -------- | ----------- | ----------- | ----------- | -------- | -------- | -------- | ------- | -------- |
| Sim Dokszop (Sim Deok-Seop)   | 100 m          | 10,72    | 5.       | 46.**    | kiesett     | kiesett     | kiesett     | kiesett  | kiesett  | kiesett  | kiesett | kiesett  |
| Csang Dzsegun (Jang Jae-Geun) | 200 m          | 21,32    | 1.       | 31.      | 21,14       | 6.          | 23.         | kiesett  | kiesett  | kiesett  | kiesett | kiesett  |
| Kim Bokcsu (Kim Bok-Joo)      | 800 m          | kizárták | kizárták | kizárták | kiesett     | kiesett     | kiesett     | kiesett  | kiesett  | kiesett  | kiesett | kiesett  |
| Kim Bokcsu (Kim Bok-Joo)      | 1500 m         | 4:02,63  | 10.      | 50.      |             |             |             | kiesett  | kiesett  | kiesett  | kiesett | kiesett  |
| I Hongjol (Lee Hong-Yeol)     | Maraton        |          |          |          |             |             |             |          |          |          | 2:20:56 | 37.      |
| Cshe Hongnak (Chae Hong-Nak)  | Maraton        |          |          |          |             |             |             |          |          |          | 2:23:33 | 48.      |
| Kim Vonsik (Kim Won-Sik)      | Maraton        |          |          |          |             |             |             |          |          |          | 2:30:57 | 58.      |
| Kim Dzsurjong (Kim Ju-Ryong)  | 3000 m akadály | 8:43,50  | 10.      | 28.      |             |             |             | kiesett  | kiesett  | kiesett  | kiesett | kiesett  |

| Versenyző                      | Versenyszám | Selejtező | Selejtező | Döntő    | Döntő    |
| Versenyző                      | Versenyszám | Eredmény  | Helyezés  | Eredmény | Helyezés |
| ------------------------------ | ----------- | --------- | --------- | -------- | -------- |
| Kim Dzsongil (Kim Jong-Il)     | Távolugrás  | 786 cm    | 9.        | 781 cm   | 8.       |
| Pak Jongdzsun (Park Yeong-Jun) | Hármasugrás | 15,54 m   | 24.       | kiesett  | kiesett  |

Női
| Versenyző                  | Versenyszám | Előfutam | Előfutam | Előfutam | Negyeddöntő | Negyeddöntő | Negyeddöntő | Elődöntő | Elődöntő | Elődöntő | Döntő   | Döntő    |
| Versenyző                  | Versenyszám | Idő      | Hely.    | Össz.    | Idő         | Hely.       | Össz.       | Idő      | Hely.    | Össz.    | Idő     | Helyezés |
| -------------------------- | ----------- | -------- | -------- | -------- | ----------- | ----------- | ----------- | -------- | -------- | -------- | ------- | -------- |
| I Jongszuk (Lee Yeong-Suk) | 100 m       | 12,06    | 7.       | 32.      | kiesett     | kiesett     | kiesett     | kiesett  | kiesett  | kiesett  | kiesett | kiesett  |
| Mo Mjonghi (Mo Myeong-Hui) | 200 m       | 24,86    | 4.       | 28.      | 24,70       | 6.          | 24.         | kiesett  | kiesett  | kiesett  | kiesett | kiesett  |

** - két másik versenyzővel azonos eredményt ért el

## Birkózás
Kötöttfogású
| Versenyző                     | Versenyszám | Vigaszágas kiesés | Vigaszágas kiesés | 5. helyért                  | Bronz- mérkőzés                    | Döntő                                   | Helyezés    |
| Versenyző                     | Versenyszám | Ellenfél Eredmény | Hely.             | Ellenfél Eredmény           | Ellenfél Eredmény                  | Ellenfél Eredmény                       | Helyezés    |
| ----------------------------- | ----------- | --- | ----------------- | --------------------------- | ---------------------------------- | --------------------------------------- | ----------- |
| Cson Dedzse (Jeon Dae-Je)     | 48 kg       | B csoport · Abdel Malek El-Aouad (MAR) · kétvállas · a 2. fordulóban erőnyerő · Döntő · Markus Scherer (FRG) · 18–24 · Szaitó Ikuzó (JPN) · 13–15                                                              | 3.                | Kent Andersson (SWE) · 3–10 |                                    |                                         | 6.          |
| Pang Dedu (Bang Dae-Du)       | 52 kg       | A csoport · Jean-Pierre Chambellan (FRA) · 12–0 · Anders Bükk (SWE) · 13–0 · Mihai Cişmaş (ROU) · 15–12 · Döntő · Mijahara Acudzsi (JPN) · 11–15                                                               | 2.                |                             | Hu Zsi-csa (Hu Richa) (CHN) · 13–1 |                                         |             |
| Pak Bjongho (Park Byeong-Hyo) | 57 kg       | B csoport · Mehmet Serhat Karadag (TUR) · 4–12 · Patrice Mourier (FRA) · kétvállas · Niculae Zamfir (ROU) · 5–8                                                                                                | 5.                | kiesett                     | kiesett                            | kiesett                                 | 8.          |
| Kim Vongi (Kim Won-gi)        | 62 kg       | B csoport · Roberto Aceves (MEX) · 13–0 · Gustavo Manzur (ESA) · kétvállas · Stelios Mygiakis (GRE) · 14–2 · a 4. fordulóban erőnyerő · Oszanai Szeiicsi (JPN) · 4–2 · Döntő · Hugo Dietsche (SUI) · kétvállas | 1.                |                             |                                    | Kent-Olle Johansson (SWE) · 0–0 (bírói) |             |
| I Jonik (Lee Yeon-Ik)         | 68 kg       | A csoport · Sümer Koçak (TUR) · 9–12 · Ştefan Negrişan (ROU) · 0–5 | 6.                | kiesett                     | kiesett                            | kiesett                                 | helyezetlen |
| Kim Jongnam (Kim Yeong-Nam)   | 74 kg       | A csoport · Chris Catalfo (USA) · 12–6 · Karl-Heinz Helbing (FRG) · 7–2 · Martial Mischler (FRA) · 7–3 · Celal Taşkıran (TUR) · 9–3 · Döntő · Martial Mischler (FRA) · 7–3 · Roger Tallroth (SWE) · 0–11       | 2.                |                             | Ştefan Rusu (ROU) · 1–6            |                                         | 4.          |
| Kim Szanggju (Kim Sang-Gyu)   | 82 kg       | A csoport · Mohamed El-Ashram (EGY) · 4–5 · Mustafa Suzan (TUR) · passzivitás · Louis Santerre (CAN) · 8–10 | 5.                | kiesett                     | kiesett                            | kiesett                                 | 8.          |

Szabadfogású
| Versenyző                    | Versenyszám | Vigaszágas kiesés | Vigaszágas kiesés | 5. helyért                  | Bronz- mérkőzés                     | Döntő                                   | Helyezés |
| Versenyző                    | Versenyszám | Ellenfél Eredmény | Hely.             | Ellenfél Eredmény           | Ellenfél Eredmény                   | Ellenfél Eredmény                       | Helyezés |
| ---------------------------- | ----------- | --- | ----------------- | --------------------------- | ----------------------------------- | --------------------------------------- | -------- |
| Szon Gapto (Son Gap-Do)      | 48 kg       | A csoport · Sunil Dutt (IND) · 12–0 · Irie Takasi (JPN) · 7–8 · Döntő · Irie Takasi (JPN) · 7–8 · Kent Andersson (SWE) · 12–0 | 2.                |                             | Kao Ven-ho (Gao Wenhe) (CHN) · 13–7 |                                         |          |
| Kim Dzsonggju (Kim Jong-Gyu) | 52 kg       | A csoport · Jesmond Giordemaina (MLT) · 12–0 · Arslan Seyhanlı (TUR) · 0–0 (bírói) · Iván Garcés (ECU) · kétvállas · Ray Takahashi (CAN) · 15–10 · Fritz Niebler (FRG) · 13–6                                                    | 1.                |                             |                                     | Šaban Trstena (YUG) · feladta (sérülés) |          |
| Kim Igon (Kim Ui-Gon)        | 57 kg       | B csoport · Lawrence Holmes (CAN) · 13–1 · a 2. fordulóban erőnyerő · Barry Davis (USA) · 1–9 · Kuan Pu-ni-ma (Guan Bunima) (CHN) · 12–0 · Döntő · Zoran Šorov (YUG) · 10–2 · Barry Davis (USA) · 1–9                            | 2.                |                             | Orlando Cáceres (PUR) · 7–4         |                                         |          |
| I Dzsonggun (Lee Jeong-Geun) | 62 kg       | A csoport · José Inagaki (PER) · kétvállas · Selman Kaygusuz (TUR) · 10–1 · Bob Robinson (CAN) · 10–9 · Martin Herbster (FRG) · kétvállas · Döntő · Akaisi Kószei (JPN) · 0–7                                                    | 2.                |                             | Cris Brown (AUS) · 11–6             |                                         |          |
| Ju Inthak (Yu In-Tak)        | 68 kg       | B csoport · Eric Brulon (FRA) · 13–1 · Jagmander Singh (IND) · 19–7 · Erwin Knosp (FRG) · 12–0 · Kamimura Maszakazu (JPN) · 11–4 · Fevzi Şeker (TUR) · 7–2 · Döntő · Kamimura Maszakazu (JPN) · 11–4 · Fevzi Şeker (TUR) · 7–2   | 1.                |                             |                                     | Andrew Rein (USA) · 5–5                 |          |
| Han Mjongu (Han Myeong-U)    | 74 kg       | A csoport · az 1. fordulóban erőnyerő · Mohamed Hamad (EGY) · kétvállas · Muhammad Gul (PAK) · kétvállas · Pekka Rauhala (FIN) · 5–6 · Selahattin Sağan (TUR) · 6–0 · Döntő · Dave Schultz (USA) · 0–5 · Šaban Sejdi (YUG) · 0–8 | 3.                | Higucsi Naomi (JPN) · 3–7   |                                     |                                         | 6.       |
| Kim Theu (Kim Tae-U)         | 82 kg       | A csoport · Nagasima Hidejuki (JPN) · 10–5 · Iraklis Deskoulidis (GRE) · 6–2 · Lennart Lundell (SWE) · 8–2 · Reiner Trik (FRG) · 2–5 · Döntő · Reiner Trik (FRG) · 2–5 · Nagasima Hidejuki (JPN) · 10–5                          | 3.                | Ken Reinsfield (NZL) · 10–3 |                                     |                                         | 5.       |

## Cselgáncs
| Versenyző                     | Versenyszám  | Csoport | Selejtező                | 32-es főtábla                               | Nyolcaddöntő              | Negyeddöntő                   | Elődöntő                      | Vigaszág nyolcaddöntő | Vigaszág negyeddöntő | Vigaszág elődöntő          | Bronz- mérkőzés          | Döntő                       | Helyezés |
| Versenyző                     | Versenyszám  | Csoport | Ellenfél Eredmény        | Ellenfél Eredmény                           | Ellenfél Eredmény         | Ellenfél Eredmény             | Ellenfél Eredmény             | Ellenfél Eredmény     | Ellenfél Eredmény    | Ellenfél Eredmény          | Ellenfél Eredmény        | Ellenfél Eredmény           | Helyezés |
| ----------------------------- | ------------ | ------- | ------------------------ | ------------------------------------------- | ------------------------- | ----------------------------- | ----------------------------- | --------------------- | -------------------- | -------------------------- | ------------------------ | --------------------------- | -------- |
| Kim Dzsejop (Kim Jae-Yeop)    | Légsúly      | A       |                          | erőnyerő                                    | Carlos Sotillo (ESP) · GY | Guy Delvingt (FRA) · GY       | Ed Liddie (USA) · GY          |                       |                      |                            |                          | Hoszokava Sindzsi (JPN) · V |          |
| Hvang Dzsongo (Hwang Jeong-O) | Harmatsúly   | B       | erőnyerő                 | Cőng Szíu-chín (Chong Siao Chin) (HKG) · GY | Pepi Reiter (AUT) · GY    | Sérgio Sano (BRA) · GY        | Sandro Rosati (ITA) · GY      |                       |                      |                            |                          | Macuoka Josijuki (JPN) · V  |          |
| An Bjonggun (An Byeong-Geun)  | Könnyűsúly   | B       |                          | Kieran Foley (IRL) · GY                     | Juan Vargas (ESA) · GY    | Nakanisi Hidetosi (JPN) · GY  | Kerrith Brown (GBR) · GY      |                       |                      |                            |                          | Ezio Gamba (ITA) · GY       |          |
| Hvang Dzsinszu (Hwang Jin-Su) | Váltósúly    | B       | Carlos Huttich (MEX) · V | kiesett                                     | kiesett                   | kiesett                       | kiesett                       |                       |                      |                            |                          |                             | 34.      |
| Pak Gjongho (Park Gyeong-Ho)  | Középsúly    | A       |                          | Andrew Richardson (AUS) · GY                | Bill Vincent (NZL) · GY   | Fabien Canu (FRA) · V         | kiesett                       |                       |                      |                            |                          |                             | 10.      |
| Ha Hjongdzsu (Ha Hyeong-Ju)   | Félnehézsúly | B       |                          | John Adams (DOM) · GY                       | Joseph Meli (CAN) · GY    | Mihara Maszato (JPN) · GY     | Günther Neureuther (FRG) · GY |                       |                      |                            |                          | Douglas Vieira (BRA) · GY   |          |
| Cso Jongcshol (Jo Yong-Cheol) | Nehézsúly    | A       |                          |                                             | Elvis Gordon (GBR) · GY   | Angelo Parisi (FRA) · V       |                               |                       |                      | Sherif El-Digwy (EGY) · GY | Angelo Parisi (FRA) · GY |                             |          |
| Kim Gvanhjon (Kim Gwan-Hyeon) | Nyílt        | B       |                          |                                             | erőnyerő                  | Laurent del Colombo (FRA) · V | kiesett                       |                       |                      |                            |                          |                             | 9.       |

## Evezés
Női
| Versenyző | Versenyszám      | Előfutam | Előfutam | Vigaszág | Vigaszág | Döntő | Döntő   | Döntő | Helyezés |
| Versenyző | Versenyszám      | Idő      | Hely.    | Idő      | Hely.    | Típus | Idő     | Hely. | Helyezés |
| --- | ---------------- | -------- | -------- | -------- | -------- | ----- | ------- | ----- | -------- |
| Pak Hjeszuk (Park Hye-Suk) Kim Dzsongnam (Kim Jeong-Nam) Kim Mjongdzse (Kim Myeong-Jae) Kim Jonghi (Kim Yeong-Hui) An Heun (An Hae-Eun) | Kormányos négyes | 3:55,03  | 5.       | 3:49,70  | 4.       | B     | 3:51,48 | 3.    | 9.       |

## Íjászat
| Versenyző                     | Versenyszám  | 1. forduló | 1. forduló | 2. forduló | 2. forduló | Összesítés | Összesítés |
| Versenyző                     | Versenyszám  | Pont       | Hely.      | Pont       | Hely.      | Pont       | Helyezés   |
| ----------------------------- | ------------ | ---------- | ---------- | ---------- | ---------- | ---------- | ---------- |
| Ku Dzsacshong (Gu Ja-Cheong)  | Férfi egyéni | 1226       | 28.        | 1274       | 4.         | 2500       | 8.         |
| Cshö Vonthe (Choi Won-Tae)    | Férfi egyéni | 1245       | 13.        | 1245       | 16.        | 2490       | 11.        |
| Cson Inszu (Jeon In-Su)       | Férfi egyéni | 1228       | 25.        | 1239       | 19.        | 2467       | 22.        |
| Szo Hjangszun (Seo Hyang-Sun) | Női egyéni   | 1275       | 3.         | 1293       | 1.         | 2568       |            |
| Kim Dzsinho (Kim Jin-Ho)      | Női egyéni   | 1276       | 2.         | 1279       | 3.         | 2555       |            |
| Pak Jongszuk (Park Yeong-Suk) | Női egyéni   | 1201       | 31.        | 1244       | 10.        | 2445       | 17.        |

## Kajak-kenu
Férfi
| Versenyző                                                     | Versenyszám       | Előfutam | Előfutam | Előfutam | Vigaszág | Vigaszág | Vigaszág | Elődöntő | Elődöntő | Elődöntő | Döntő   | Döntő    |
| Versenyző                                                     | Versenyszám       | Idő      | Hely.    | Össz.    | Idő      | Hely.    | Össz.    | Idő      | Hely.    | Össz.    | Idő     | Helyezés |
| ------------------------------------------------------------- | ----------------- | -------- | -------- | -------- | -------- | -------- | -------- | -------- | -------- | -------- | ------- | -------- |
| Jun Hicshun (Yun Hui-Chun)                                    | Kenu egyes 500 m  | 2:40,92  | 7.       | 13.      | 2:51,38  | 4.       | 7.       | kiesett  | kiesett  | kiesett  | kiesett | kiesett  |
| Csang Jongcshol (Jang Yeong-Cheol) Jun Hicshun (Yun Hui-Chun) | Kenu kettes 500 m | 2:25,20  | 6.       | 11.      | 2:20,23  | 5.       | 5.       | kiesett  | kiesett  | kiesett  | kiesett | kiesett  |

## Kerékpározás
Férfi
| Versenyző                                                                                                   | Versenyszám     | Idő              | Helyezés      |
| --- | --------------- | ---------------- | ------------- |
| Pak Szerjong (Park Se-Ryong)                                                                                | Mezőnyverseny   | 5:22:17 (+22:20) | 48.           |
| Kim Csholszok (Kim Cheol-Seok)                                                                              | Mezőnyverseny   | nem ért célba    | nem ért célba |
| I Dzsinok (Lee Jin-Ok)                                                                                      | Mezőnyverseny   | nem ért célba    | nem ért célba |
| Sin Decshol (Sin Dae-Cheol)                                                                                 | Mezőnyverseny   | nem ért célba    | nem ért célba |
| Cso Gonheng (Jo Geon-Haeng) Csang Junho (Jang Yun-Ho) Kim Csholszok (Kim Cheol-Seok) I Dzsinok (Lee Jin-Ok) | Csapat időfutam | 2:17:25 (+18:57) | 20.           |

Női
| Versenyző                   | Versenyszám   | Idő              | Helyezés |
| --------------------------- | ------------- | ---------------- | -------- |
| Cshö Unszuk (Choi Eun-Suk)  | Mezőnyverseny | 2:43:50 (+32:36) | 42.      |
| Mun Szuk (Mun Suk)          | Mezőnyverseny | 2:44:11 (+32:57) | 43.      |
| Szon Jakszon (Son Yak-Seon) | Mezőnyverseny | 2:48:36 (+37:22) | 44.      |

## Kézilabda

### Férfi
| Dél-koreai férfi kézilabdacsapat-játékoskeret | Dél-koreai férfi kézilabdacsapat-játékoskeret |
| --- | --- |
| - An Dzsinszu (An Jin-Su) - Cshö Gunnjon (Choi Geun-Nyeon) - Cshö Theszop (Choi Tae-Seop) - Hvang Jangna (Hwang Yak-Na) - Kang Dokszu (Gang Deok-Su) - Kang Dzsevon (Gang Jae-Won) - Kang Thegu (Gang Tae-Gu) - Ko Szokcshang (Go Seok-Chang) | - I Gvangnam (Lee Gwang-Nam) - I Szanghjo (Lee Sang-Hyo) - Im Gjuha (Im Gyu-Ha) - Im Jongcshol (Im Yeong-Cheol) - Pak Bjonghong (Park Byeong-Hong) - Pak Jongde (Park Yeong-Dae) - Sim Dzsongman (Sim Jeong-Man) |

#### Eredmények
Csoportkör
B csoport
| Csapat                 | M | Gy | D | V | G+  | G–  | Gk  | P  |
| ---------------------- | - | -- | - | - | --- | --- | --- | -- |
| NSZK (FRG)             | 5 | 5  | 0 | 0 | 114 | 95  | +19 | 10 |
| Dánia (DEN)            | 5 | 4  | 0 | 1 | 115 | 99  | +16 | 8  |
| Svédország (SWE)       | 5 | 3  | 0 | 2 | 119 | 110 | +9  | 6  |
| Spanyolország (ESP)    | 5 | 2  | 0 | 3 | 105 | 106 | –1  | 4  |
| Egyesült Államok (USA) | 5 | 0  | 1 | 4 | 91  | 100 | –9  | 1  |
| Dél-Korea (KOR)        | 5 | 0  | 1 | 4 | 123 | 157 | –34 | 1  |

| 1984. július 31. 11:00 | Svédország (SWE) | 36–23 | Dél-Korea (KOR) |  |
| 1984. július 31. 11:00 | (16–11)          |       |                 |  |
| 1984. július 31. 11:00 |                  |       |                 |  |

| 1984. augusztus 2. 11:00 | Dánia (DEN) | 31–28 | Dél-Korea (KOR) |  |
| 1984. augusztus 2. 11:00 | (17–14)     |       |                 |  |
| 1984. augusztus 2. 11:00 |             |       |                 |  |

| 1984. augusztus 4. 18:30 | Spanyolország (ESP) | 31–25 | Dél-Korea (KOR) |  |
| 1984. augusztus 4. 18:30 | (12–11)             |       |                 |  |
| 1984. augusztus 4. 18:30 |                     |       |                 |  |

| 1984. augusztus 6. 11:00 | NSZK (FRG) | 37–25 | Dél-Korea (KOR) |  |
| 1984. augusztus 6. 11:00 | (18–11)    |       |                 |  |
| 1984. augusztus 6. 11:00 |            |       |                 |  |

| 1984. augusztus 8. 21:30 | Egyesült Államok (USA) | 22–22 | Dél-Korea (KOR) |  |
| 1984. augusztus 8. 21:30 | (13–12)                |       |                 |  |
| 1984. augusztus 8. 21:30 |                        |       |                 |  |

A 11. helyért
| 1984. augusztus 10. 20:00 | Dél-Korea (KOR) | 25–21 | Algéria (ALG) |  |
| 1984. augusztus 10. 20:00 | (10–9)          |       |               |  |
| 1984. augusztus 10. 20:00 |                 |       |               |  |

| Csapat          | Helyezés |
| --------------- | -------- |
| Dél-Korea (KOR) | 11.      |

### Női
| Dél-koreai női kézilabdacsapat-játékoskeret | Dél-koreai női kézilabdacsapat-játékoskeret |
| --- | --- |
| - Kim Gjongszun (Kim Gyeong-Sun) - I Szuni (Lee Sun-I) - Csong Höszun (Jeong Hoe-Sun) - Kim Miszuk (Kim Mi-Suk) - Han Hvaszu (Han Hwa-Su) - Kim Okhva (Kim Ok-Hwa) | - Kim Cshullje (Kim Chun-Rye) - Csong Szunbok (Jeong Sun-Bok) - Jun Bjongszun (Yun Byeong-Sun) - I Jongdzsa (Lee Yeong-Ja) - Szong Gjonghva (Seong Gyeong-Hwa) - Jun Szugjong (Yun Su-Gyeong) - Szon Mina (Son Mi-Na) |

#### Eredmények
| 1984. augusztus 1. 18:30 | Dél-Korea (KOR) | 23–22 | Ausztria (AUT) |  |
| 1984. augusztus 1. 18:30 | (11–15)         |       |                |  |
| 1984. augusztus 1. 18:30 |                 |       |                |  |

| 1984. augusztus 3. 21:30 | Dél-Korea (KOR) | 29–27 | Egyesült Államok (USA) |  |
| 1984. augusztus 3. 21:30 | (16–11)         |       |                        |  |
| 1984. augusztus 3. 21:30 |                 |       |                        |  |

| 1984. augusztus 5. 20:00 | Kína (CHN) | 24–24 | Dél-Korea (KOR) |  |
| 1984. augusztus 5. 20:00 | (10–14)    |       |                 |  |
| 1984. augusztus 5. 20:00 |            |       |                 |  |

| 1984. augusztus 7. 20:00 | Jugoszlávia (YUG) | 29–23 | Dél-Korea (KOR) |  |
| 1984. augusztus 7. 20:00 | (15–14)           |       |                 |  |
| 1984. augusztus 7. 20:00 |                   |       |                 |  |

| 1984. augusztus 9. 20:00 | Dél-Korea (KOR) | 26–17 | NSZK (FRG) |  |
| 1984. augusztus 9. 20:00 | (9–10)          |       |            |  |
| 1984. augusztus 9. 20:00 |                 |       |            |  |

Végeredmény
| Helyezés | Csapat                 | M | Gy | D | V | G+  | G–  | Gk  | P  |
| -------- | ---------------------- | - | -- | - | - | --- | --- | --- | -- |
| Arany    | Jugoszlávia (YUG)      | 5 | 5  | 0 | 0 | 143 | 102 | +41 | 10 |
| Ezüst    | Dél-Korea (KOR)        | 5 | 3  | 1 | 1 | 125 | 119 | +6  | 7  |
| Bronz    | Kína (CHN)             | 5 | 2  | 1 | 2 | 112 | 115 | –3  | 5  |
| 4.       | NSZK (FRG)             | 5 | 2  | 0 | 3 | 91  | 100 | –9  | 4  |
| 5.       | Egyesült Államok (USA) | 5 | 2  | 0 | 3 | 114 | 123 | –9  | 4  |
| 6.       | Ausztria (AUT)         | 5 | 0  | 0 | 5 | 91  | 117 | –26 | 0  |

| Csapat          | Helyezés |
| --------------- | -------- |
| Dél-Korea (KOR) |          |

## Kosárlabda

### Női
| Dél-koreai női kosárlabdacsapat-játékoskeret | Dél-koreai női kosárlabdacsapat-játékoskeret |
| --- | --- |
| - Cshö Ejong (Choi Ae-Yeong) - Kim Unszuk (Kim Eun-Suk) - I Hjongszuk (Lee Hyeong-Suk) - Cshö Gjonghi (Choi Gyeong-Hui) - I Midzsa (Lee Mi-Ja) - Mun Gjongdzsa (Moon Gyeong-Ja) | - Kim Hvaszun (Kim Hwa-Sun) - Csong Mjonghi (Jeong Myeong-Hui) - Kim Jonghi (Kim Yeong-Hui) - Szong Dzsonga (Seong Jeong-A) - Pak Cshanszuk (Park Chan-Suk) |

#### Eredmények
Csoportkör
| Csapat                 | M | Gy | V | P+  | P–  | Pk   |
| ---------------------- | - | -- | - | --- | --- | ---- |
| Egyesült Államok (USA) | 5 | 5  | 0 | 431 | 265 | +166 |
| Dél-Korea (KOR)        | 5 | 4  | 1 | 292 | 302 | –10  |
| Kanada (CAN)           | 5 | 2  | 3 | 313 | 334 | –21  |
| Kína (CHN)             | 5 | 2  | 3 | 318 | 348 | –30  |
| Ausztrália (AUS)       | 5 | 1  | 4 | 266 | 317 | –51  |
| Jugoszlávia (YUG)      | 5 | 1  | 4 | 293 | 347 | –54  |

| 1984. július 30. 20:00 | Dél-Korea (KOR) | 67–62 | Kanada (CAN) |  |
| 1984. július 30. 20:00 | (34–32)         |       |              |  |

| 1984. július 31. 14:30 | Dél-Korea (KOR) | 55–52 | Jugoszlávia (YUG) |  |
| 1984. július 31. 14:30 | (27–24)         |       |                   |  |

| 1984. augusztus 2. 14:30 | Egyesült Államok (USA) | 84–47 | Dél-Korea (KOR) |  |
| 1984. augusztus 2. 14:30 | (40–20)                |       |                 |  |

| 1984. augusztus 3. 9:00 | Dél-Korea (KOR) | 54–48 | Ausztrália (AUS) |  |
| 1984. augusztus 3. 9:00 | (29–16)         |       |                  |  |

| 1984. augusztus 5. 9:00 | Dél-Korea (KOR) | 69–56 | Kína (CHN) |  |
| 1984. augusztus 5. 9:00 | (34–25)         |       |            |  |

Döntő
| 1984. augusztus 7. 19:00 | Egyesült Államok (USA) | 85–55 | Dél-Korea (KOR) |  |
| 1984. augusztus 7. 19:00 | (42–27)                |       |                 |  |

| Csapat          | Helyezés |
| --------------- | -------- |
| Dél-Korea (KOR) |          |

## Műugrás
Férfi
| Versenyző                        | Versenyszám        | Selejtező | Selejtező | Döntő   | Döntő    |
| Versenyző                        | Versenyszám        | Pont      | Helyezés  | Pont    | Helyezés |
| -------------------------------- | ------------------ | --------- | --------- | ------- | -------- |
| Pak Csongnjong (Park Jong-Ryong) | Egyéni toronyugrás | 418,98    | 20.       | kiesett | kiesett  |

## Ökölvívás
| Versenyző                         | Versenyszám   | Selejtező                   | 32-es főtábla                                | Nyolcaddöntő                 | Negyeddöntő                    | Elődöntő                       | Döntő                    | Helyezés |
| Versenyző                         | Versenyszám   | Ellenfél Eredmény           | Ellenfél Eredmény                            | Ellenfél Eredmény            | Ellenfél Eredmény              | Ellenfél Eredmény              | Ellenfél Eredmény        | Helyezés |
| --------------------------------- | ------------- | --------------------------- | -------------------------------------------- | ---------------------------- | ------------------------------ | ------------------------------ | ------------------------ | -------- |
| Kim Gvangszon (Kim Gwang-Seon)    | Papírsúly     |                             | Paul Gonzales (USA) · 0:5                    | kiesett                      | kiesett                        | kiesett                        | kiesett                  | 17.      |
| Ho Jongmo (Heo Yeong-Mo)          | Légsúly       |                             | Fayek Gobran (EGY) · RSC                     | Efren Tabanas (PHI) · 4:1    | Eyüp Can (TUR) · 1:4           | kiesett                        | kiesett                  | 5.       |
| Mun Szonggil (Mun Seong-Gil)      | Harmatsúly    | erőnyerő                    | John Hyland (GBR) · feladta                  | Robert Shannon (USA) · RSC   | Pedro Nolasco (DOM) · RSC      | kiesett                        | kiesett                  | 5.       |
| Pak Hjongok (Park Hyeong-Ok)      | Pehelysúly    | erőnyerő                    | Nirmal Lorick (TRI) · 3:2                    | Kevin Taylor (GBR) · 3:2     | Omar Catari (VEN) · 1:4        | kiesett                        | kiesett                  | 5.       |
| Cson Cshilszong (Jeon Chil-Seong) | Könnyűsúly    | Patrick Waweru (KEN) · 3:2  | Slobodan Pavlović (YUG) · 4:1                | Renato Cornett (AUS) · 4:1   | Leopoldo Cantancio (PHI) · RSC | Pernell Whitaker (USA) · 0:5   | kiesett                  |          |
| Kim Donggil (Kim Dong-Gil)        | Kisváltósúly  | erőnyerő                    | Juma Bugingo (TAN) · RSC                     | Javid Aslam (NOR) · 5:0      | Jerry Page (USA) · 1:4         | kiesett                        | kiesett                  | 5.       |
| An Jongszu (An Yeong-Su)          | Váltósúly     | Abock Shoak (SUD) · 5:0     | Man-Bahadur Shrestha (NEP) · mérkőzés nélkül | Vedat Önsoy (TUR) · 4:1      | Vesa Koskela (SWE) · 5:0       | Joni Nyman (FIN) · 3:2         | Mark Breland (USA) · 0:5 |          |
| An Dalho (An Dal-Ho)              | Nagyváltósúly | Gheorghe Simion (ROU) · 5:0 | Augustino Marial (SUD) · 5:0                 | Shawn O'Sullivan (CAN) · RSC | kiesett                        | kiesett                        | kiesett                  | 9.       |
| Sin Dzsunszop (Sin Jun-Seop)      | Középsúly     |                             | Patrick Lihanda (UGA) · 5:0                  | Rick Duff (CAN) · 4:1        | Jerry Okorodudu (NGR) · 4:1    | Arístides González (PUR) · 4:1 | Virgil Hill (USA) · 3:2  |          |

RSC – a mérkőzésvezető megállította a mérkőzést

## Öttusa
| Versenyző                                                                | Versenyszám | Lovaglás | Lovaglás | Lovaglás | Vívás    | Vívás | Vívás | Úszás    | Úszás | Úszás | Lövészet | Lövészet | Lövészet | Futás    | Futás | Futás | Összesen    | Összesen |
| Versenyző                                                                | Versenyszám | Idő      | Pont     | Hely.    | Pontszám | Pont  | Hely. | Idő      | Pont  | Hely. | Eredmény | Pont     | Hely.    | Idő      | Pont  | Hely. | Összes pont | Helyezés |
| ------------------------------------------------------------------------ | ----------- | -------- | -------- | -------- | -------- | ----- | ----- | -------- | ----- | ----- | -------- | -------- | -------- | -------- | ----- | ----- | ----------- | -------- |
| Csong Gjonghun (Jeong Gyeong-Hun)                                        | Egyéni      | 2:25,63  | 904      | 41.      | 16–35    | 560   | 47.   | 3:44,244 | 1080  | 42.   | 193      | 978      | 10.      | 14:06,80 | 1025  | 33.   | 4547        | 38.      |
| Kim Il                                                                   | Egyéni      | 1:55,12  | 994      | 33.      | 22–29    | 692   | 39.   | 3:48,261 | 1048  | 44.   | 188      | 868      | 33.      | 15:26,60 | 785   | 52.   | 4387        | 42.      |
| Kang Gjonghjo (Gang Gyeong-Hyo)                                          | Egyéni      | 2:23,10  | 738      | 46.      | 14–37    | 516   | 49.   | 3:23,962 | 1244  | 15.   | 186      | 824      | 40.      | 14:18,38 | 990   | 38.   | 4312        | 45.      |
| Csong Gjonghun (Jeong Gyeong-Hun) Kim Il Kang Gjonghjo (Gang Gyeong-Hyo) | Csapat      |          | 2636     | 14.      |          | 1768  | 17.   |          | 3372  | 12.   |          | 2670     | 8.       |          | 2800  | 14.   | 13 246      | 15.      |

## Röplabda

### Férfi
| Dél-koreai férfi röplabdacsapat-játékoskeret | Dél-koreai férfi röplabdacsapat-játékoskeret |
| --- | --- |
| - Csang Juncshang (Jang Yun-Chang) - Csong Ithak (Jeong Ui-Tak) - Kang Duthe (Gang Du-Tae) - Kang Manszu (Gang Man-Su) - Kim Hocshol (Kim Ho-Cheol) - I Bomdzsu (Lee Beom-Ju) | - I Dzsonggjong (Lee Jong-Gyeong) - I Jongszon (Lee Yong-Seon) - Mun Jonggvan (Mun Yong-Gwan) - No Dzsinszu (No Jin-Su) - Jang Dzsinung (Yang Jin-Ung) - Ju Dzsunthak (Yu Jung-Tak) |

#### Eredmények
Csoportkör
A csoport
|                        |      | Mérkőzések | Mérkőzések | Szettek | Szettek | Szettek | Pontok | Pontok | Pontok |
| Csapat                 | Pont | Gy         | V          | Sz+     | Sz–     | SzA     | P+     | P–     | PA     |
| ---------------------- | ---- | ---------- | ---------- | ------- | ------- | ------- | ------ | ------ | ------ |
| Brazília (BRA)         | 7    | 3          | 1          | 10      | 4       | 2,500   | 191    | 144    | 1,326  |
| Egyesült Államok (USA) | 7    | 3          | 1          | 9       | 4       | 2,250   | 168    | 117    | 1,436  |
| Dél-Korea (KOR)        | 7    | 3          | 1          | 9       | 6       | 1,500   | 203    | 162    | 1,253  |
| Argentína (ARG)        | 5    | 1          | 3          | 7       | 9       | 0,778   | 184    | 207    | 0,889  |
| Tunézia (TUN)          | 4    | 0          | 4          | 0       | 12      | 0,000   | 64     | 180    | 0,356  |

| 1984. július 29. 10:00 | Tunézia (TUN)      | 0–3 | Dél-Korea (KOR) |  |
| 1984. július 29. 10:00 | (7–15, 7–15, 7–15) |     |                 |  |

| 1984. augusztus 2. 18:30 | Dél-Korea (KOR)     | 0–3 | Egyesült Államok (USA) |  |
| 1984. augusztus 2. 18:30 | (13–15, 9–15, 6–15) |     |                        |  |

| 1984. augusztus 4. 18:30 | Brazília (BRA)             | 1–3 | Dél-Korea (KOR) |  |
| 1984. augusztus 4. 18:30 | (4–15, 13–15, 15–13, 8–15) |     |                 |  |

| 1984. augusztus 6. 10:00 | Dél-Korea (KOR)                   | 3–2 | Argentína (ARG) |  |
| 1984. augusztus 6. 10:00 | (15–6, 14–16, 13–15, 15–7, 15–12) |     |                 |  |

Az 5–8. helyért
| 1984. augusztus 8. 11:00 | Dél-Korea (KOR)            | 3–1 | Kína (CHN) |  |
| 1984. augusztus 8. 11:00 | (15–4, 15–11, 6–15, 19–17) |     |            |  |

Az 5. helyért
| 1984. augusztus 10. 12:00 | Dél-Korea (KOR)           | 3–1 | Argentína (ARG) |  |
| 1984. augusztus 10. 12:00 | (15–13, 9–15, 15–9, 15–7) |     |                 |  |

| Csapat          | Helyezés |
| --------------- | -------- |
| Dél-Korea (KOR) | 5.       |

### Női
| Dél-koreai női röplabdacsapat-játékoskeret | Dél-koreai női röplabdacsapat-játékoskeret                                                                                            |
| --- | --- |
| - Han Gjonge (Han Gyeong-Ae) - Kim Dzsongszun (Kim Jeong-Sun) - Kim Okszun (Kim Ok-Sun) - I Ungjong (Lee Eun-Gyeong) - I Mjonghi (Lee Myeong-Hui) | - I Unim (Lee Un-Im) - I Jongszon (Lee Yeong-Seon) - Im Hjeszuk (Im Hye-Suk) - Pak Mihi (Park Mi-Hui) - Jun Dzsonghje (Yun Jeong-Hye) |

#### Eredmények
Csoportkör
B csoport
|                 |      | Mérkőzések | Mérkőzések | Szettek | Szettek | Szettek | Pontok | Pontok | Pontok |
| Csapat          | Pont | Gy         | V          | Sz+     | Sz–     | SzA     | P+     | P–     | PA     |
| --------------- | ---- | ---------- | ---------- | ------- | ------- | ------- | ------ | ------ | ------ |
| Japán (JPN)     | 6    | 3          | 0          | 9       | 1       | 9,000   | 143    | 73     | 1,959  |
| Peru (PER)      | 5    | 2          | 1          | 6       | 5       | 1,200   | 123    | 125    | 0,984  |
| Dél-Korea (KOR) | 4    | 1          | 2          | 6       | 6       | 1,000   | 137    | 125    | 1,096  |
| Kanada (CAN)    | 3    | 0          | 3          | 0       | 9       | 0,000   | 55     | 135    | 0,407  |

| 1984. július 30. | Japán (JPN)               | 3–1 | Dél-Korea (KOR) |  |
| 1984. július 30. | (8–15, 15–11, 15–2, 15–7) |     |                 |  |

| 1984. augusztus 1. | Kanada (CAN)        | 0–3 | Dél-Korea (KOR) |  |
| 1984. augusztus 1. | (10–15, 1–15, 3–15) |     |                 |  |

| 1984. augusztus 3. | Peru (PER)                      | 3–2 | Dél-Korea (KOR) |  |
| 1984. augusztus 3. | (15–8, 15–6, 7–15, 6–15, 15–13) |     |                 |  |

Az 5–8. helyért
| 1984. augusztus 5. 10:00 | Dél-Korea (KOR)             | 3–1 | Brazília (BRA) |  |
| 1984. augusztus 5. 10:00 | (13–15, 15–13, 15–9, 15–10) |     |                |  |

Az 5. helyért
| 1984. augusztus 7. 10:00 | Dél-Korea (KOR)      | 3–0 | NSZK (FRG) |  |
| 1984. augusztus 7. 10:00 | (15–10, 15–10, 15–2) |     |            |  |

| Csapat          | Helyezés |
| --------------- | -------- |
| Dél-Korea (KOR) | 5.       |

## Sportlövészet
Férfi
| Versenyző                        | Versenyszám           | Pont | Helyezés |
| -------------------------------- | --------------------- | ---- | -------- |
| Jang Cshungjol (Yang Chung-Yeol) | Gyorstüzelő pisztoly  | 590  | 5.       |
| Pak Csonggil (Park Jong-Gil)     | Gyorstüzelő pisztoly  | 590  | 7.       |
| Szo Inthek (Seo In-Taek)         | Szabadpisztoly        | 553  | 16.      |
| Pak Szungnin (Park Seung-Rin)    | Szabadpisztoly        | 539  | 31.      |
| Pak Teun (Park Dae-Un)           | Légpuska              | 573  | 28.      |
| Jun Dokha (Yun Deok-Ha)          | Légpuska              | 563  | 38.      |
| Jun Dokha (Yun Deok-Ha)          | Sportpuska, összetett | 1127 | 32.      |
| Jun Dokha (Yun Deok-Ha)          | Sportpuska, fekvő     | 592  | 13.      |
| Kvak Csonghun (Gwak Jeong-Hun)   | Sportpuska, fekvő     | 584  | 44.      |
| I Uncshol (Lee Eun-Cheol)        | Sportpuska, összetett | 1117 | 39.      |

Női
| Versenyző                   | Versenyszám           | Pont | Helyezés |
| --------------------------- | --------------------- | ---- | -------- |
| Mun Jangdzsa (Mun Yang-Ja)  | Sportpisztoly         | 576  | 10.      |
| Kim Hjejong (Kim Hye-Yeong) | Sportpisztoly         | 573  | 14.      |
| Pak Csonga (Park Jeong-A)   | Légpuska              | 381  | 11.      |
| I Dzsonghva (Lee Jeong-Hwa) | Légpuska              | 377  | 21.      |
| Kim Jongmi (Kim Yeong-Mi)   | Sportpuska, összetett | 558  | 20.      |
| Ko Jonghi (Go Yeong-Hui)    | Sportpuska, összetett | 552  | 24.      |

Nyílt
| Versenyző                          | Versenyszám | Pont | Helyezés |
| ---------------------------------- | ----------- | ---- | -------- |
| Pak Csholszung (Park Cheol-Seung)  | Trap        | 186  | 11.      |
| Cshö Dzsongjong (Choi Jeong-Ryong) | Trap        | 175  | 41.      |
| Im Donggi (Im Dong-gi)             | Skeet       | 187  | 33.      |
| Kim Jongdzsin (Kim Yeong-Jin)      | Skeet       | 186  | 36.      |

## Súlyemelés
| Versenyző                        | Versenyszám | Szakítás                 | Szakítás                 | Lökés                    | Lökés                    | Összesen | Helyezés |
| Versenyző                        | Versenyszám | Eredmény                 | Helyezés                 | Eredmény                 | Helyezés                 | Összesen | Helyezés |
| -------------------------------- | ----------- | ------------------------ | ------------------------ | ------------------------ | ------------------------ | -------- | -------- |
| Pang Hjomun (Bang Hyo-Mun)       | 52 kg       | 100,0                    | 6.                       | 125,0                    | 4.                       | 225,0    | 6.       |
| Kim Cshilbong (Kim Chil-Bong)    | 56 kg       | 105,0                    | 8.                       | 140,0                    | 2.                       | 245,0    | 5.       |
| I Mjongszu (Lee Myeong-Su)       | 60 kg       | 117,5                    | 6.                       | 150,0                    | 5.                       | 267,5    | 6.       |
| Csi Dzsuhjon (Ji Ju-Hyeon)       | 60 kg       | érvényes kísérlet nélkül | érvényes kísérlet nélkül | kiesett                  | kiesett                  | kiesett  | kiesett  |
| Pak Cshundzsong (Park Chun-Jong) | 75 kg       | 137,5                    | 9.                       | 175,0                    | 6.                       | 312,5    | 8.       |
| Pak Jongdzse (Park Yeong-Jae)    | 75 kg       | 130,0                    | 16.                      | 160,0                    | 15.                      | 290,0    | 16.      |
| I Gangszok (Lee Gang-Seok)       | 82,5 kg     | 140,0                    | 9.                       | 182,5                    | 4.                       | 322,5    | 6.       |
| Hwang Uvon (Hwang U-Won)         | 90 kg       | 152,5                    | 6.                       | 197,5                    | 2.                       | 350,0    | 5.       |
| Kim Csholhjon (Kim Cheol-Hyeon)  | 90 kg       | 150,0                    | 8.                       | érvényes kísérlet nélkül | érvényes kísérlet nélkül | kiesett  | kiesett  |

## Torna
Férfi
| Versenyző | Versenyszám      | Selejtező | Selejtező | Döntő    | Döntő    |
| Versenyző | Versenyszám      | Pontszám  | Helyezés  | Pontszám | Helyezés |
| --- | ---------------- | --------- | --------- | -------- | -------- |
| Csang Theun (Jang Tae-Eun) | Talaj            | 18,95     | 48.       | kiesett  | kiesett  |
| Csang Theun (Jang Tae-Eun) | Ugrás            | 19,40     | 47.       | kiesett  | kiesett  |
| Csang Theun (Jang Tae-Eun) | Korlát           | 19,30     | 21.       | kiesett  | kiesett  |
| Csang Theun (Jang Tae-Eun) | Nyújtó           | 19,50     | 25.       | kiesett  | kiesett  |
| Csang Theun (Jang Tae-Eun) | Gyűrű            | 19,35     | 30.       | kiesett  | kiesett  |
| Csang Theun (Jang Tae-Eun) | Lólengés         | 18,80     | 43.       | kiesett  | kiesett  |
| Csang Theun (Jang Tae-Eun) | Egyéni összetett | 115,30    | 34.       | 116,150  | 13.      |
| Han Cshungsik (Han Chung-Sik) | Talaj            | 19,20     | 32.       | kiesett  | kiesett  |
| Han Cshungsik (Han Chung-Sik) | Ugrás            | 19,45     | 40.       | kiesett  | kiesett  |
| Han Cshungsik (Han Chung-Sik) | Korlát           | 19,05     | 35.       | kiesett  | kiesett  |
| Han Cshungsik (Han Chung-Sik) | Nyújtó           | 19,45     | 30.       | kiesett  | kiesett  |
| Han Cshungsik (Han Chung-Sik) | Gyűrű            | 18,85     | 60.       | kiesett  | kiesett  |
| Han Cshungsik (Han Chung-Sik) | Lólengés         | 19,05     | 30.       | kiesett  | kiesett  |
| Han Cshungsik (Han Chung-Sik) | Egyéni összetett | 115,05    | 38.       | 114,675  | 27.      |
| I Dzsongsik (Lee Jeong-Sik) | Talaj            | 18,40     | 64.       | kiesett  | kiesett  |
| I Dzsongsik (Lee Jeong-Sik) | Ugrás            | 19,35     | 53.       | kiesett  | kiesett  |
| I Dzsongsik (Lee Jeong-Sik) | Korlát           | 19,25     | 25.       | kiesett  | kiesett  |
| I Dzsongsik (Lee Jeong-Sik) | Nyújtó           | 19,70     | 12.       | kiesett  | kiesett  |
| I Dzsongsik (Lee Jeong-Sik) | Gyűrű            | 19,10     | 46.       | kiesett  | kiesett  |
| I Dzsongsik (Lee Jeong-Sik) | Lólengés         | 18,90     | 38.       | kiesett  | kiesett  |
| I Dzsongsik (Lee Jeong-Sik) | Egyéni összetett | 114,70    | 42.       | 114,550  | 28.      |
| Csu Jongszam (Ju Yeong-Sam) | Talaj            | 18,75     | 56.       | kiesett  | kiesett  |
| Csu Jongszam (Ju Yeong-Sam) | Ugrás            | 19,20     | 63.       | kiesett  | kiesett  |
| Csu Jongszam (Ju Yeong-Sam) | Korlát           | 18,85     | 46.       | kiesett  | kiesett  |
| Csu Jongszam (Ju Yeong-Sam) | Nyújtó           | 19,35     | 37.       | kiesett  | kiesett  |
| Csu Jongszam (Ju Yeong-Sam) | Gyűrű            | 19,10     | 46.       | kiesett  | kiesett  |
| Csu Jongszam (Ju Yeong-Sam) | Lólengés         | 18,70     | 51.       | kiesett  | kiesett  |
| Csu Jongszam (Ju Yeong-Sam) | Egyéni összetett | 113,95    | 52.       | kiesett  | kiesett  |
| Nam Szunggu (Nam Seung-Gu) | Talaj            | 19,10     | 36.       | kiesett  | kiesett  |
| Nam Szunggu (Nam Seung-Gu) | Ugrás            | 19,30     | 56.       | kiesett  | kiesett  |
| Nam Szunggu (Nam Seung-Gu) | Korlát           | 18,70     | 53.       | kiesett  | kiesett  |
| Nam Szunggu (Nam Seung-Gu) | Nyújtó           | 19,40     | 34.       | kiesett  | kiesett  |
| Nam Szunggu (Nam Seung-Gu) | Gyűrű            | 18,50     | 68.       | kiesett  | kiesett  |
| Nam Szunggu (Nam Seung-Gu) | Lólengés         | 18,75     | 48.       | kiesett  | kiesett  |
| Nam Szunggu (Nam Seung-Gu) | Egyéni összetett | 113,75    | 56.       | kiesett  | kiesett  |
| Cshe Gvangszok (Chae Gwang-Seok) | Talaj            | 19,05     | 44.       | kiesett  | kiesett  |
| Cshe Gvangszok (Chae Gwang-Seok) | Ugrás            | 19,25     | 62.       | kiesett  | kiesett  |
| Cshe Gvangszok (Chae Gwang-Seok) | Korlát           | 18,90     | 45.       | kiesett  | kiesett  |
| Cshe Gvangszok (Chae Gwang-Seok) | Nyújtó           | 19,55     | 22.       | kiesett  | kiesett  |
| Cshe Gvangszok (Chae Gwang-Seok) | Gyűrű            | 18,30     | 70.       | kiesett  | kiesett  |
| Cshe Gvangszok (Chae Gwang-Seok) | Lólengés         | 18,45     | 61.       | kiesett  | kiesett  |
| Cshe Gvangszok (Chae Gwang-Seok) | Egyéni összetett | 113,50    | 57.       | kiesett  | kiesett  |
| Csang Theun (Jang Tae-Eun) Han Cshungsik (Han Chung-Sik) I Dzsongsik (Lee Jeong-Sik) Csu Jongszam (Ju Yeong-Sam) Nam Szunggu (Nam Seung-Gu) Cshe Gvangszok (Chae Gwang-Seok) | Csapat összetett |           |           | 574,95   | 8.       |

Női
| Versenyző                    | Versenyszám      | Selejtező | Selejtező | Döntő    | Döntő    |
| Versenyző                    | Versenyszám      | Pontszám  | Helyezés  | Pontszám | Helyezés |
| ---------------------------- | ---------------- | --------- | --------- | -------- | -------- |
| I Dzsonghi (Lee Jeong-Hui)   | Talaj            | 18,50     | 54.       | kiesett  | kiesett  |
| I Dzsonghi (Lee Jeong-Hui)   | Ugrás            | 18,95     | 40.       | kiesett  | kiesett  |
| I Dzsonghi (Lee Jeong-Hui)   | Felemás korlát   | 17,90     | 48.       | kiesett  | kiesett  |
| I Dzsonghi (Lee Jeong-Hui)   | Gerenda          | 17,45     | 62.       | kiesett  | kiesett  |
| I Dzsonghi (Lee Jeong-Hui)   | Egyéni összetett | 72,80     | 55.       | 73,750   | 30.      |
| Sim Dzsejong (Sim Jae-Yeong) | Talaj            | 18,10     | 63.       | kiesett  | kiesett  |
| Sim Dzsejong (Sim Jae-Yeong) | Ugrás            | 18,80     | 50.       | kiesett  | kiesett  |
| Sim Dzsejong (Sim Jae-Yeong) | Felemás korlát   | 15,15     | 65.       | kiesett  | kiesett  |
| Sim Dzsejong (Sim Jae-Yeong) | Gerenda          | 18,05     | 48.       | kiesett  | kiesett  |
| Sim Dzsejong (Sim Jae-Yeong) | Egyéni összetett | 70,10     | 64.       | kiesett  | kiesett  |

## Úszás
Férfi
| Versenyző                       | Versenyszám    | Előfutam | Előfutam | Előfutam | Döntő   | Döntő   | Döntő   | Helyezés |
| Versenyző                       | Versenyszám    | Idő      | Hely.    | Össz.    | Típus   | Idő     | Hely.   | Helyezés |
| ------------------------------- | -------------- | -------- | -------- | -------- | ------- | ------- | ------- | -------- |
| Pang Dzsunjong (Bang Jun-Yeong) | 100 m pillangó | 58,91    | 6.       | 40.      | kiesett | kiesett | kiesett | kiesett  |
| Pang Dzsunjong (Bang Jun-Yeong) | 200 m pillangó | 2:07,80  | 6.       | 28.      | kiesett | kiesett | kiesett | kiesett  |

Női
| Versenyző                   | Versenyszám | Előfutam | Előfutam | Előfutam | Döntő   | Döntő   | Döntő   | Helyezés |
| Versenyző                   | Versenyszám | Idő      | Hely.    | Össz.    | Típus   | Idő     | Hely.   | Helyezés |
| --------------------------- | ----------- | -------- | -------- | -------- | ------- | ------- | ------- | -------- |
| Kim Dzsinszuk (Kim Jin-Suk) | 100 m gyors | 1:00,91  | 5.       | 5.       | kiesett | kiesett | kiesett | kiesett  |
| Kim Dzsinszuk (Kim Jin-Suk) | 200 m gyors | 2:13,76  | 5.       | 29.      | kiesett | kiesett | kiesett | kiesett  |
| Cshö Junhi (Choi Yun-hui)   | 100 m hát   | 1:07,35  | 6.       | 24.      | kiesett | kiesett | kiesett | kiesett  |
| Cshö Junhi (Choi Yun-hui)   | 200 m hát   | 2:23,80  | 7.       | 21.      | kiesett | kiesett | kiesett | kiesett  |

## Vitorlázás
Férfi
| Versenyző                   | Versenyszám     | Futam | Futam | Futam | Futam | Futam | Futam   | Futam | Pontszám | Helyezés |
| Versenyző                   | Versenyszám     | 1     | 2     | 3     | 4     | 5     | 6       | 7     | Pontszám | Helyezés |
| --------------------------- | --------------- | ----- | ----- | ----- | ----- | ----- | ------- | ----- | -------- | -------- |
| Cso Dzsinszop (Jo Jin-Seop) | Szörfvitorlázás | 38,0  | 36,0  | 39,0  | 36,0  | 40,0  | (45,0*) | 40,0  | 229,0    | 34.      |

* - nem ért célba

## Vívás
Férfi
| Versenyző | Versenyszám       | Selejtező | Selejtező | Selejtező | Selejtező | Selejtező         | Selejtező | Főtábla           | Főtábla           | Vigaszág          | Vigaszág          | Negyeddöntő        | Elődöntő                           | Döntő                                               | Helyezés |
| Versenyző | Versenyszám       | 1. kör | 1. kör    | 2. kör | 2. kör    | 3. kör            | 3. kör    | 1. kör            | 2. kör            | 1. kör            | 2. kör            | Negyeddöntő        | Elődöntő                           | Döntő                                               | Helyezés |
| Versenyző | Versenyszám       | Ellenfél Eredmény | Hely.     | Ellenfél Eredmény | Hely.     | Ellenfél Eredmény | Hely.     | Ellenfél Eredmény | Ellenfél Eredmény | Ellenfél Eredmény | Ellenfél Eredmény | Ellenfél Eredmény  | Ellenfél Eredmény                  | Ellenfél Eredmény                                   | Helyezés |
| --- | ----------------- | --- | --------- | --- | --------- | ----------------- | --------- | ----------------- | ----------------- | ----------------- | ----------------- | ------------------ | ---------------------------------- | --------------------------------------------------- | -------- |
| Kim Szongmun (Kim Seong-Mun) | Párbajtőr, egyéni | 12. csoport · John Hugo Pedersen (NOR) · 4–5 · Sandro Cuomo (ITA) · 3–5 · David Cocker (NZL) · 5–4 · Kazem Hasan (KUW) · 5–0 · Gabriel Nigon (SUI) · 4–5 | 3.        | 4. csoport · Caj Hszing-hsziang (Tsai Shing-Hsiang) (TPE) · 4–5 · Kazem Hasan (KUW) · 5–2 · Steven Paul (GBR) · 5–4 · Jerri Bergström (SWE) · 5–5 · Daniel Giger (SUI) · 5–5   | 4.        | kiesett           | kiesett   | kiesett           | kiesett           | kiesett           | kiesett           | kiesett            | kiesett                            | kiesett                                             | 27.      |
| Jun Namdzsin (Yun Nam-Jin) | Párbajtőr, egyéni | 6. csoport · Rashid Fahd Al-Rasheed (KSA) · 5–1 · Martin Brill (NZL) · 5–5 · Daniel Giger (SUI) · 5–5 · Jerri Bergström (SWE) · 5–5                      | 3.        | 6. csoport · Sergio Luchetti (ARG) · 5–3 · Arno Strohmeyer (AUT) · 5–1 · Alexander Pusch (FRG) · 4–5 · Ihab Aly (EGY) · 2–5 · Olivier Lenglet (FRA) · 0–5                      | 5.        | kiesett           | kiesett   | kiesett           | kiesett           | kiesett           | kiesett           | kiesett            | kiesett                            | kiesett                                             | 33.      |
| I Ilhi (Lee Il-Hui) | Párbajtőr, egyéni | 5. csoport · James Kerr (ISV) · 5–2 · Gilberto Peña (PUR) · 5–3 · Philippe Boisse (FRA) · 5–1 · Michel Poffet (SUI) · 4–5                                | 2.        | 7. csoport · Hannes Lembacher (AUT) · 5–4 · Robert Marx (USA) · 5–4 · Cung Hsziang-csing (Zong Xiangqing) (CHN) · 4–5 · Martin Brill (NZL) · 4–5 · Philippe Boisse (FRA) · 2–5 | 5.        | kiesett           | kiesett   | kiesett           | kiesett           | kiesett           | kiesett           | kiesett            | kiesett                            | kiesett                                             | 34.      |
| Kim Bongman (Kim Bong-Man) Kim Szongmun (Kim Seong-Mun) I Ilhi (Lee Il-Hui) Min Gjongszung (Min Gyeong-Seung) Jun Namdzsin (Yun Nam-Jin) | Párbajtőr, csapat | 4. csoport · Svédország (SWE) · 7–3 · Svájc (SUI) · 5–9 · Kuvait (KUW) · 9–2                                                                             | 2.        | |           |                   |           |                   |                   |                   |                   | Kanada (CAN) · 5–8 | Az 5–8. helyért · Kína (CHN) · 5–8 | A 7. helyért · Nagy-Britannia (GBR) · 8 (69)–8 (62) | 7.       |

Női
| Versenyző                   | Versenyszám | Selejtező | Selejtező | Selejtező | Selejtező | Selejtező | Selejtező | Főtábla           | Főtábla           | Vigaszág          | Vigaszág          | Negyeddöntő       | Elődöntő          | Döntő             | Helyezés |
| Versenyző                   | Versenyszám | 1. kör | 1. kör    | 2. kör | 2. kör    | 3. kör | 3. kör    | 1. kör            | 2. kör            | 1. kör            | 2. kör            | Negyeddöntő       | Elődöntő          | Döntő             | Helyezés |
| Versenyző                   | Versenyszám | Ellenfél Eredmény | Hely.     | Ellenfél Eredmény | Hely.     | Ellenfél Eredmény | Hely.     | Ellenfél Eredmény | Ellenfél Eredmény | Ellenfél Eredmény | Ellenfél Eredmény | Ellenfél Eredmény | Ellenfél Eredmény | Ellenfél Eredmény | Helyezés |
| --------------------------- | ----------- | --- | --------- | --- | --------- | --- | --------- | ----------------- | ----------------- | ----------------- | ----------------- | ----------------- | ----------------- | ----------------- | -------- |
| O Szungszun (O Seung-Sun)   | Tőr, egyéni | 2. csoport · Andrea Chaplin (AUS) · 4–5 · Sandra Giancola (ARG) · 5–1 · Jana Angelakis (USA) · 5–2 · Linda Ann Martin (GBR) · 2–5 · Aurora Dan (ROU) · 2–5 · Luan Csü-csie (Luan Jujie) (CHN) · 1–5           | 5.        | 4. csoport · Lydia Czuckermann-Hatuel (ISR) · 4–5 · Csu Csing-jüan (Zhu Qingyuan) (CHN) · 5–4 · Margherita Zalaffi (ITA) · 5–4 · Elisabeta Guzganu-Tufan (ROU) · 2–5 | 3.        | 1. csoport · Madeleine Philion (CAN) · 5–3 · Brigitte Latrille-Gaudin (FRA) · 0–5 · Sabine Bischoff (FRG) · 1–5 · Luan Csü-csie (Luan Jujie) (CHN) · 4–5 · Carola Cicconetti (ITA) · 1–5 | 5.        | kiesett           | kiesett           | kiesett           | kiesett           | kiesett           | kiesett           | kiesett           | 21.      |
| Cshö Bongnan (Choi Bok-Ran) | Tőr, egyéni | 4. csoport · Gina Faustin (HAI) · 3–5 · Helen Smith (AUS) · 4–5 · Csu Csing-jüan (Zhu Qingyuan) (CHN) · 3–5 · Jacynthe Poirier (CAN) · 0–5 · Marcela Moldovan-Zsak (ROU) · 1–5 · Cornelia Hanisch (FRG) · 4–5 | 7.        | kiesett | kiesett   | kiesett | kiesett   | kiesett           | kiesett           | kiesett           | kiesett           | kiesett           | kiesett           | kiesett           | 37.      |